# Quesadilla

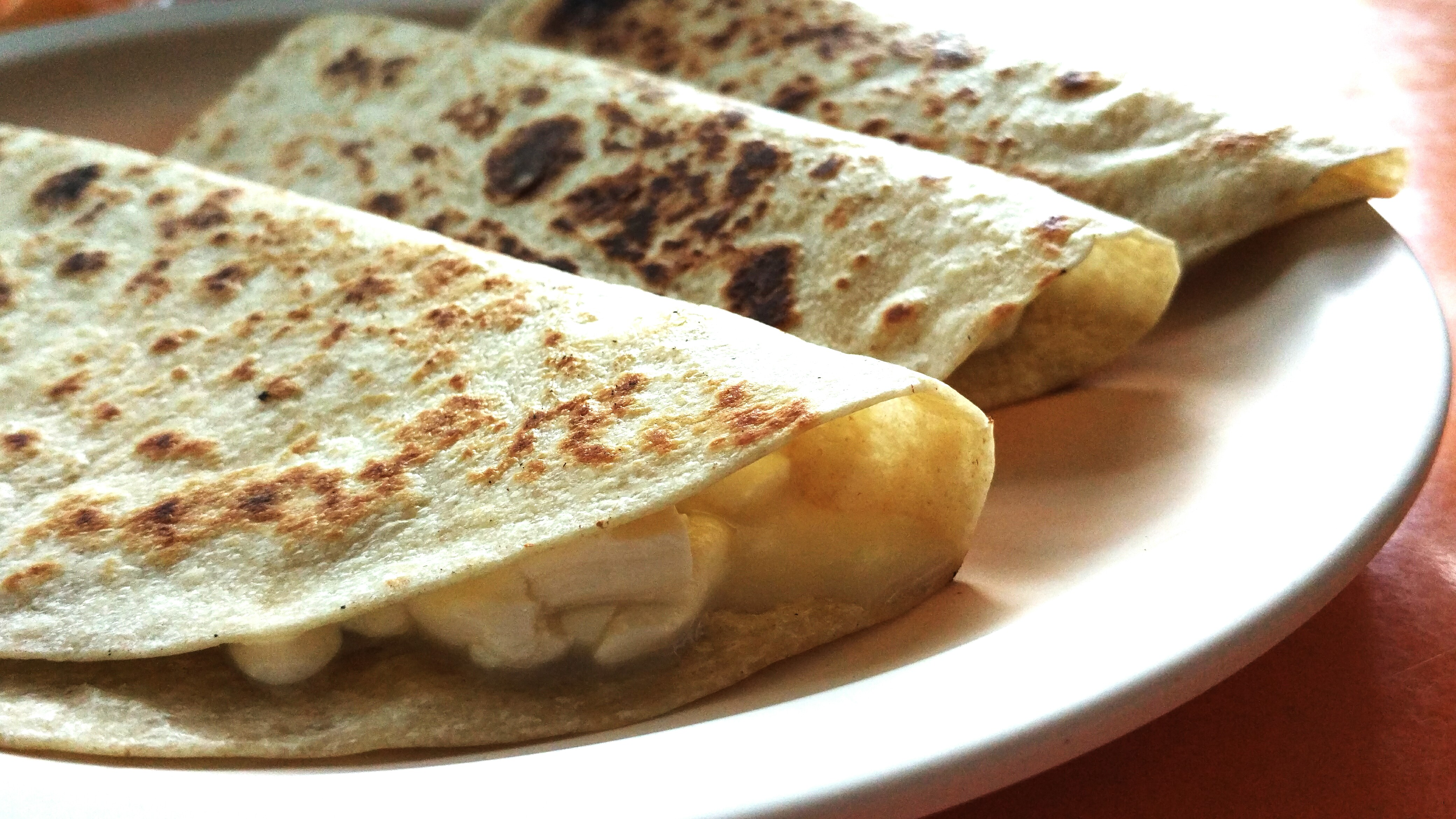
Quesadilly

Quesadilla (zdrobnělina slova quesada, druh španělského moučníku, název je od španělského queso – sýr) je typický mexický pokrm založený na mexické placce tortille. V původní podobě se tortilla připravuje se sýrem. Ten se umístí do složené tortilly a opéká nebo smaží. V Mexico City a okolí se quesadilla dělá s různými přísadami (maso, houby, cuitlacoche, brambory, dýňový květ). Další možnost přípravy je plnit tortillové těsto a pak smažit na tuku. Je důležité, aby tortilla byla přeložena, ne srolována.
Varianta připravovaná v USA se skládá ze dvou tortil, které podobně jako sendvič obklopují sýr a další přísady, a pak se opečou. Většinou se zde používají pšeničné tortilly. Toto jídlo je známé i pod názvem burritas, které se však liší od amerických burritos.
Na malém kanárském ostrově El Hierro se pod stejným jménem dělá také sladká varianta: malý sýrový dort vyrobený ze sýra, mouky, citronu, vejce a cukru, který je ochucený anýzem a vřesovcem.